# THE PLAYBACK
『THE PLAYBACK』（ザ・プレイバック）は、2023年10月6日からJ-WAVEで放送されているラジオ番組である。

## 概要
映像作家の山田健人がナビゲーターを務めている深夜のトーク番組。
番組は、音楽と映像の世界を言語化してラジオ放送で伝えることをコンセプトにしている。具体的には、映像演出・照明演出・舞台やライブの演出などの最新トレンドや、その裏側にある制作過程などをリスナーに紹介している。また、J-WAVEが新たに手掛ける映像プロジェクトとも連動していた。
2024年6月29日をもって放送が一旦終了したが、同年9月16日 18:00 - 19:00で特番が放送され、同年10月5日より第2シーズンとして復活することとなった。復活後はさらに“視野”を広げて、ゲーム・映画・アニメなど、音楽の枠を飛び越え、幅広いコンテンツを取り上げる予定。
番組ハッシュタグは「#play813」。

## 放送時間
以下の時間は日本標準時に基づく。
- 金曜 23:00 - 23:30（2023年10月6日 - 2024年3月29日）
- 土曜 0:30 - 1:00 = 金曜 24:30 - 25:00（2024年4月6日 - 2024年6月29日）
- 土曜 2:00 - 2:30 = 金曜 26:00 - 26:30（2024年10月5日 - ）